# James Silas
James Edward Silas (Tallulah, Luisiana, 11 de febrero de 1949) es un exjugador de baloncesto estadounidense que jugó 6 temporadas en la NBA y 4 en la ABA. Con 1,85 metros de altura, lo hacía en la posición de base. Es padre del también jugador profesional Xavier Silas.

## Trayectoria deportiva

### Universidad
Jugó durante cuatro temporadas con los Lumberjacks de la Universidad Stephen F. Austin, en las que promedió 18,7 puntos y 4,7 rebotes por partido. En su última temporada promedió 30,7 puntos por partido, llevando a su universidad a un histórico balance de 29 victorias y una derrota. En 1971 y 1972 fue incluido en el mejor equipo All-American de la NAIA.

### Profesional
Fue elegido en la septuagésima posición del Draft de la NBA de 1972 por Houston Rockets, y también por los Pittsburgh Condors en la sexta ronde del Draft de la ABA. Antes del comienzo de la liga la franquicia desapareció, fichando como agente libre por los Dallas Chaparrals. En su primera temporada se hizo rápidamente con el puesto de titular, promediando 13,7 puntos y 4,3 rebotes por partido, siendo incluido en el mejor quinteto de rookies de la ABA.
Al año siguiente el equipo se trasladó a la cercana ciudad de San Antonio, pasando a denominarse San Antonio Spurs. El cambio no afectó a Silas, que siguió siendo uno de los puntales del equipo, mejorando sus estadísticas hasta los 15,7 puntos y 4,1 asistencias, para ser incluido en el segundo mejor quinteto de la liga. Esa temporada jugó también su primer All-Star Game, siendo el segundo mejor anotador del equipo del Oeste con 21 puntos, solo superado por Iceman Gervin, que logró 23.
En la temporada 1975-76, la que iba a ser la última de la liga profesional, sería también su mejor campaña como profesional, liderando a su equipo en anotación, con 23,8 puntos por partido, a los que añadió 5,4 asistencias y 4,0 rebotes. Disputó su segundo All-Star, y fue incluido en el mejor quinteto del campeonato.
En 1976 el equipo dio el salto a la NBA, pero para Silas no fue fácil, ya que las dos siguientes temporadas las lesiones hicieron que se perdiera muchos partidos, perdiendo incluso la titularidad en los que disputó. Ya en la temporada 1978-79 las aguas volvieron a su cauce, recuperando un puesto en el quinteto inicial, volviendo a ser uno de los pilares del equipo con 16,0 puntos y 3,5 asistencias por partido, cifras que incluso mejoró las dos temporadas siguientes.
En 1980, ya con 31 años, fue traspasado a Cleveland Cavaliers a cambio de una futura segunda ronda del draft. Con los Cavs jugó una última temporada, turnándose en la dirección del equipo con Ron Brewer, promediando 11,2 puntos y 3,3 asistencias.
En 1983, Silas fue elegido en el mejor quinteto de la década de los Spurs, junto con George Gervin, Artis Gilmore, Mike Mitchell y Mark Olberding, y su camiseta con el número 13 se convirtió en la primera que su equipo retiraría como homenaje a su trayectoria.

## Estadísticas de su carrera en la NBA y la ABA

### Temporada regular
| Temporada | Edad | Equipo              | Liga  | P   | TIT | MIN  | TC  | TCA  | %TC  | 3P  | 3PA | %3P  | TL  | TLA | %TL  | R.OF. | R.DEF. | REB | ASIS | ROB | TAP | PER | FP  | PTS  |
| 1972-73   | 23   | Dallas Chaparrals   | ABA   | 78  |     | 31.0 | 4.4 | 8.7  | .502 | 0.0 | 0.0 |      | 5.0 | 6.0 | .833 | 1.4   | 2.9    | 4.3 | 3.1  |     |     | 2.5 | 3.4 | 13.7 |
| 1973-74   | 24   | San Antonio Spurs   | ABA   | 84  |     | 36.9 | 5.8 | 12.1 | .478 | 0.0 | 0.0 | .000 | 4.2 | 5.0 | .831 | 1.0   | 3.1    | 4.1 | 3.8  | 1.1 | 0.1 | 2.6 | 3.0 | 15.7 |
| 1974-75   | 25   | San Antonio Spurs   | ABA   | 82  |     | 37.9 | 7.0 | 13.9 | .509 | 0.0 | 0.0 | .000 | 5.2 | 5.9 | .885 | 0.9   | 2.9    | 3.8 | 4.9  | 1.4 | 0.2 | 2.8 | 2.8 | 19.3 |
| 1975-76   | 26   | San Antonio Spurs   | ABA   | 84  |     | 37.0 | 8.5 | 16.5 | .519 | 0.0 | 0.0 | .000 | 6.7 | 7.7 | .872 | 1.3   | 2.7    | 4.0 | 5.4  | 1.8 | 0.3 | 3.0 | 3.1 | 23.8 |
| 1976-77   | 27   | San Antonio Spurs   | NBA   | 22  |     | 16.2 | 2.8 | 6.5  | .430 |     |     |      | 4.0 | 4.9 | .813 | 0.3   | 1.1    | 1.5 | 2.3  | 0.6 | 0.1 |     | 1.6 | 9.5  |
| 1977-78   | 28   | San Antonio Spurs   | NBA   | 37  |     | 8.4  | 1.2 | 2.6  | .443 |     |     |      | 1.6 | 2.0 | .822 | 0.1   | 0.5    | 0.6 | 1.0  | 0.3 | 0.0 | 0.8 | 0.8 | 3.9  |
| 1978-79   | 29   | San Antonio Spurs   | NBA   | 79  |     | 27.5 | 5.9 | 11.7 | .505 |     |     |      | 4.2 | 5.1 | .831 | 0.4   | 1.9    | 2.3 | 3.5  | 1.0 | 0.3 | 2.5 | 2.7 | 16.0 |
| 1979-80   | 30   | San Antonio Spurs   | NBA   | 77  |     | 29.8 | 6.7 | 13.0 | .514 | 0.0 | 0.1 | .000 | 4.4 | 5.0 | .887 | 0.6   | 1.6    | 2.2 | 4.5  | 0.8 | 0.2 | 2.5 | 2.7 | 17.7 |
| 1980-81   | 31   | San Antonio Spurs   | NBA   | 75  |     | 27.4 | 6.3 | 13.3 | .477 | 0.0 | 0.0 | .000 | 5.0 | 5.9 | .850 | 0.6   | 2.5    | 3.1 | 3.8  | 0.7 | 0.2 | 2.1 | 1.7 | 17.7 |
| 1981-82   | 32   | Cleveland Cavaliers | NBA   | 67  | 34  | 21.6 | 3.7 | 8.6  | .438 | 0.0 | 0.1 | .000 | 3.7 | 4.3 | .860 | 0.4   | 1.2    | 1.6 | 3.3  | 0.6 | 0.1 | 1.6 | 1.6 | 11.2 |
| Total     |      |                     | TOTAL | 685 | 34  | 29.7 | 5.7 | 11.6 | .495 | 0.0 | 0.0 | .000 | 4.6 | 5.4 | .855 | 0.8   | 2.2    | 3.0 | 3.8  | 1.0 | 0.2 | 2.4 | 2.5 | 16.1 |
|           |      |                     | NBA   | 357 | 34  | 24.2 | 5.1 | 10.4 | .485 | 0.0 | 0.1 | .000 | 4.0 | 4.7 | .852 | 0.5   | 1.6    | 2.1 | 3.4  | 0.7 | 0.2 | 2.1 | 2.0 | 14.2 |
|           |      |                     | ABA   | 328 |     | 35.8 | 6.5 | 12.9 | .504 | 0.0 | 0.0 | .000 | 5.3 | 6.2 | .857 | 1.1   | 2.9    | 4.0 | 4.3  | 1.4 | 0.2 | 2.7 | 3.1 | 18.2 |

### Playoffs
| Temporada | Edad | Equipo            | Liga  | P  | MIN  | TCA | TC  | 3PA | 3P | TLA | TL  | R.OF. | REB | ASIS | ROB | TAP | PER | FP  | PTS | %TC  | %3P  | %FT   | MIN  | PTS  | REB | AST  |
| 1973-74   | 24   | San Antonio Spurs | ABA   | 7  | 294  | 49  | 105 | 0   | 1  | 26  | 38  | 8     | 38  | 32   | 14  | 1   | 21  | 15  | 124 | .467 | .000 | .684  | 42.0 | 17.7 | 5.4 | 4.6  |
| 1974-75   | 25   | San Antonio Spurs | ABA   | 6  | 271  | 41  | 87  | 0   | 0  | 31  | 40  | 6     | 18  | 60   | 9   | 1   | 16  | 27  | 113 | .471 |      | .775  | 45.2 | 18.8 | 3.0 | 10.0 |
| 1975-76   | 26   | San Antonio Spurs | ABA   | 1  | 26   | 3   | 10  | 0   | 0  | 4   | 4   | 2     | 4   | 0    | 1   | 0   | 2   | 3   | 10  | .300 |      | 1.000 | 26.0 | 10.0 | 4.0 | 0.0  |
| 1977-78   | 28   | San Antonio Spurs | NBA   | 3  | 19   | 3   | 10  |     |    | 1   | 2   | 0     | 0   | 1    | 1   | 0   | 1   | 1   | 7   | .300 |      | .500  | 6.3  | 2.3  | 0.0 | 0.3  |
| 1978-79   | 29   | San Antonio Spurs | NBA   | 14 | 475  | 102 | 215 |     |    | 63  | 80  | 12    | 42  | 66   | 21  | 1   | 36  | 39  | 267 | .474 |      | .788  | 33.9 | 19.1 | 3.0 | 4.7  |
| 1979-80   | 30   | San Antonio Spurs | NBA   | 3  | 90   | 16  | 36  | 0   | 0  | 11  | 11  | 1     | 7   | 9    | 6   | 1   | 5   | 8   | 43  | .444 |      | 1.000 | 30.0 | 14.3 | 2.3 | 3.0  |
| 1980-81   | 31   | San Antonio Spurs | NBA   | 7  | 161  | 27  | 69  | 0   | 0  | 26  | 32  | 5     | 15  | 19   | 4   | 0   | 18  | 9   | 80  | .391 |      | .813  | 23.0 | 11.4 | 2.1 | 2.7  |
| Total     |      |                   | TOTAL | 41 | 1336 | 241 | 532 | 0   | 1  | 162 | 207 | 34    | 124 | 187  | 56  | 4   | 99  | 102 | 644 | .453 | .000 | .783  | 32.6 | 15.7 | 3.0 | 4.6  |
|           |      |                   | NBA   | 27 | 745  | 148 | 330 | 0   | 0  | 101 | 125 | 18    | 64  | 95   | 32  | 2   | 60  | 57  | 397 | .448 |      | .808  | 27.6 | 14.7 | 2.4 | 3.5  |
|           |      |                   | ABA   | 14 | 591  | 93  | 202 | 0   | 1  | 61  | 82  | 16    | 60  | 92   | 24  | 2   | 39  | 45  | 247 | .460 | .000 | .744  | 42.2 | 17.6 | 4.3 | 6.6  |